# 山田理
山田 理（やまだ さとる、1978年6月24日 - ）は、日本のフリーアナウンサー、元IAT岩手朝日テレビのアナウンサー。岩手県盛岡市出身。

## 人物
岩手県立盛岡第四高等学校を経て青森公立大学を卒業。青森ケーブルテレビを経て、2005年9月1日、地元の岩手朝日テレビに入社。2015年4月1日、異動によりアナウンサー業務から離れ、2020年時点では営業職に就いていた。
2021年に営業職の傍ら、高校野球中継の実況を一部試合で担当。同年10月にはアナウンサーに再配属され、6年半ぶりに『スーパーJチャンネルいわて』に復帰した。
趣味はドライブ、映画、デジタルカメラで、特技は声帯模写。目標・尊敬する人物は古舘伊知郎。好物は麺類とビール。好きな番組は『報道ステーション』と『アメトーーク!』。
好きな言葉は真理（しんり、名前の由来だという）。
2024年7月末でIATを退社し、自らの個人事務所として「株式会社M.A.P」を設立。2025年現在はフリーアナウンサーとして活動しているほか、プロ野球選手の菊池雄星のマネジメントなども行っている。

## エピソード

### 津波接近時のテレビ朝日との中継
2011年3月11日の東日本大震災（東北地方太平洋沖地震）発生による『ANN報道特別番組』では中継が繋がる直前、東京から来るスタジオモニターの映像・音声（各地の津波到達予想時刻一覧）に思わず「何でここでその状況を伝えてるんですか! 今来てますよ、今来てますよ、津波が! 今到達してるよ、テレビ朝日!!」と、デスクを叩きながら怒鳴った（この時、テロップの背景は、ロボットカメラに捉えられた宮古湾に押し寄せる津波だった）。この直後に、異常事態にようやく気づいた同局からマイクを渡され、怒りを抑えつつも、冷静に無人カメラを限界までズームアップさせ、「今すぐ避難を始めてください」と繰り返し呼び掛けた。
なお、山田自身は同局へ怒鳴った件について「正直驚きました。実は放送中の記憶があまりないんです。とにかく必死で。特番のVTRを見て、言葉を失いました。（岩手朝日テレビのような）小さい地方局がキー局のテレビ朝日に何を文句言っているんだという話ですよね。本当にすみませんでした」と謝罪し、「私はテレビ朝日を批判しているわけでもなければ、当時スタジオにいたアナウンサー（第一報を伝えた下平さやか、古澤琢など）を批判しているわけでもありません。あのような状況の下、どうしたらいいか考える上で、必死に訴えた」と述懐している。また「何かあればこちらから情報を発信しようとモニターを注視していたら遠くに白い波が見えたんです。これはやばいと思いました。この映像を流さないと意味がない。自分がマイクを取れば、テレ朝のサブ調整室の人たちが聞いてくれるかもしれないと、あの言葉を発したと思います。細かい内容はほとんど覚えていません」と明らかにしている。
この様子は同年4月29日放送の『ANN報道特別番組〜つながろう、ニッポン〜』で全国放送された。またこの時の中継内容が「まさに渾身の報道」と高い評価を受け、同年のANNアナウンサー賞で大賞を受賞した。

## 岩手朝日テレビ時代の出演番組
- スーパーJチャンネルいわて - キャスター（2006年10月 - 2015年3月、2021年10月 - 2024年6月）
- 高校野球実況